# Clémence Faure
Pour les articles homonymes, voir Faure.
Clémence Faure est une actrice française.

## Biographie
En 2007, Clémence Faure termine sa formation de comédienne à l'école d'art dramatique Claude Mathieu (Paris). À sa sortie, elle enchaîne plusieurs projets de pièces et croise, entre autres, les routes de Michel Bouquet, Gorges Werler, Pauline Bureau, Jean Bellorini.
À partir d'avril 2012 elle joue dans la série  WorkinGirls réalisée par Sylvain Fusée et diffusée sur Canal+. À la rentrée 2012, Clémence Faure et Alice Belaïdi interprètent les rôles de Sophie et Sophie, mini-série humoristique diffusée dans Le Grand Journal.
De 2014 à 2016, elle tourne régulièrement aux côtés de Jimmy Conchou, notamment pour sa web série Les Bouches à Pipe.
En 2015, elle joue dans 'Love Addict, premier long métrage de Frank Bellocq et rejoint le casting de Remix écrit et réalisé par Baya Kasmi.

## Théâtre
- À la vie, voilà !, mise en scène de Jean Bellorini
- Le Noël enchanteur, mise en scène de Guylaine Laliberte
- Le Malade imaginaire, mise en scène de Georges Werler, avec Michel Bouquet : Louison
- Alice au pays des merveilles, mise en scène de Florent Favier et Annabelle Lengronne : Alice
- Roberto Zucco, mise en scène de Pauline Bureau : La Gamine
- Lotte au Pays des Rêves, mise en scène Aurélie Normandon et Julie Badoc
- Violette et la mère Noël, mise en scène de Léonie Pingeot : Violette

## Filmographie

### Courts métrages
- Tchernobyl réalisé Pascal-Alex Vincent, Pocket film (sélection du Pocket Film d'Arte, sélection au Festival de Brest)
- Abymée réalisé par Lionel Abeillon-Kaplan
- Patins réalisé par François Nemeta
- Incomplets réalisé par Mickaël Villain (G.R.E.C)
- Turbine réalisé par Grégoire Chauvot (Fémis)

### Webséries
- Le Myriapode réalisé par Matthieu Di Paolo
- Seltsam réalisé par Mathieu Kassimo
- Les Bouches à Pipe réalisé par Jimmy Conchou (Prix du Public et Prix des Lycéens au Festival de Luchon 2018)

### Télévision
- Groland Magzine
- WorkinGirls : Sophie
- Sophie et Sophie, mini-série de Canal+ diffusée durant Le Grand Journal
- Le tueur du lac : Marthe
- Scènes de Ménage
- Remix : Julia
- Le Grand Bazar : Julia

### Cinéma
- 2015 : Love Addict, réalisé par Frank Bellocq